# Herrarnas poänglopp i bancykling vid olympiska sommarspelen 1988
Herrarnas poänglopp i bancykling vid olympiska sommarspelen 1988 ägde rum den 24 september 1988 i Seoul, Sydkorea.

## Medaljörer
| Event               | Guld              | Silver                   | Brons                       |
| Herrarnas poänglopp | Dan Frost Danmark | Leo Peelen Nederländerna | Marat Ganeyev Sovjetunionen |

## Resultat
| Placering | Cyklist                        | Poäng |
| --------- | ------------------------------ | ----- |
|           | Dan Frost (DEN)                | 38    |
|           | Leo Peelen (NED)               | 26    |
|           | Marat Ganeyev (URS)            | 46    |
| 4         | Robert Burns (AUS)             | 20    |
| 5         | Juan Curuchet (ARG)            | 18    |
| 6         | Uwe Messerschmidt (FRG)        | 28    |
| 7         | Pascal Lino (FRA)              | 21    |
| 8         | Frankie Andreu (USA)           | 21    |
| 9         | José Youshimatz (MEX)          | 21    |
| 10        | Miklós Somogyi (HUN)           | 13    |
| 11        | Giovanni Lombardi (ITA)        | 13    |
| 12        | Roland Königshofer (AUT)       | 11    |
| 13        | Alexis Méndez (VEN)            | 8     |
| 14        | Olaf Ludwig (GDR)              | 19    |
| 15        | Gene Samuel (TRI)              | 10    |
| 16        | Wojciech Pawlak (POL)          | 8     |
| 17        | Gianni Vignaduzzi (CAN)        | 7     |
| 18        | Antonio Salvador Barrado (ESP) | 5     |
| 19        | Do Eun-Chul (KOR)              | 4     |
| 20        | Philippe Grivel (SUI)          | 4     |
| 21        | Hsu Jui-Te (TPE)               | 4     |
| 22        | Peter Aldridge (JAM)           | 4     |
| 23        | Luboš Lom (TCH)                | 3     |
| 24        | Fernando Louro (BRA)           | 0     |

## Kvalificerades inte till finalen
| Placering | Cyklist                   |
| --------- | ------------------------- |
| 25        | Peter Hermann (LIE)       |
| 26        | Murugayan Kumaresan (MAS) |
| 27        | Jalil Eftekhari (IRI)     |
| 28        | Yoshihiro Tsumuraya (JPN) |
| 29        | Michele Smith (CAY)       |
| 30        | Bailon Becerra (BOL)      |
| 31        | Roderick Chase (BAR)      |
| 32        | Nigel Neil Lloyd (ANT)    |
| 33        | Federico Moreira (URU)    |
| 34        | Bernardo Rimarim (PHI)    |
| –         | Mario Pons (ECU)          |